# Temná legenda 2
Temná legenda 2 (ang. titul: Urban Legends: Final Cut), někdy též Temná legenda - Poslední záběr, je americko-kanadský hororový film z roku 2000, který natočil John Ottman.

## Děj
Studenti na filmové katedře univerzity Alpine zpracovávají ročníkovou práci a za tu nejlepší dostane daný student cenu Hitchcocka a angažmá v Hollywoodě. Amy Mayfieldová je ochotná, jako ostatní, pro cenu udělat cokoliv a začne natáčet film. Ale někdo nejspíš potřebuje cenu víc, než všichni studenti dohromady, a ten někdo se proto taky rozhodl své soupeře zabíjet.